# Santa Cruz Buenavista, Chiapas
Santa Cruz Buenavista är en ort i Mexiko.   Den ligger i kommunen Tecpatán och delstaten Chiapas, i den sydöstra delen av landet, 700 km öster om huvudstaden Mexico City. Santa Cruz Buenavista ligger 288 meter över havet och antalet invånare är 107. Den ligger vid sjön Presa Nezahualcoyotl.
Terrängen runt Santa Cruz Buenavista är huvudsakligen kuperad, men åt nordväst är den platt. Runt Santa Cruz Buenavista är det ganska tätbefolkat, med 83 invånare per kvadratkilometer. Närmaste större samhälle är Tecpatán, 16,5 km nordost om Santa Cruz Buenavista. Omgivningarna runt Santa Cruz Buenavista är en mosaik av jordbruksmark och naturlig växtlighet.